# Christa Mayer
Christa Mayer (Sulzbach-Rosenberg, Baviera, Alemania) es una mezzosoprano alemana especializada en las óperas de Richard Wagner.
Se graduó en la Academia Bávara de Canto y amplió estudios en la Academia de Música de Múnich con el tenor Thomas Moser, ganando el premio de la Competición Internacional de Música de Múnich y el Concurso Robert Schumann para panistas y cantantes.
Terminados sus estudios en 2001, se unió a la compañía de la Semperoper de Dresde, donde asumió roles como el de Erda en El Anillo del Nibelungo, Fenena en Nabucco, Suzuki en Madama Butterfly, Adelaida en Arabellao Mrs. Quickly en Falstaff. Tras interpretar el breve papel de Schwertleite en La valquiria en la Staatsoper de Berlín, apareció en varias ocasiones en la Deustche Oper de la misma ciudad.
A su repertorio ha añadido Mary en El holandés errante, Brangäne en Tristán e Isolda, Fricka en La valquiria, Aninna en El caballero de la rosa, Gaea en Dafne o Brigitte en La ciudad muerta.
Es una cantante habitual del Festival de Bayreuth, donde debutó en 2008 interpretando los papeles de  Erda y Waltraute en El anillo del nibelungo dirigido por Christian Thielemann, después de haber interpretado el primero exitosamente en Valencia con Zubin Mehta. Repitió en las ediciones de 2009 y 2010. Entre 2012 y 2018 ha sido Mary en El holandés errante y entre 2015 y 2019 Brangäne en Tristán e Isolda, siempre bajo la batuta de Thielemann.

## Discografía
- Giuseppe Verdi, Rigoletto (Maddalena), dirigido por Fabio Luisi, con Zeljko Lucic, Juan Diego Flórez, Diana Damrau y Georg Zeppenfeld, grabado en directo en la Semperoper de Dresde, 2008, Virgin Classics (DVD).

- Richard Wagner, El Anillo del Nibelungo (Erda y Waltraute), dirigido por Christian Thielemann, con Albert Dohmen, Andrew Shore, Michelle Breedt, Arnold Bezuyen, Endrik Wottrich, Eva Maria Westbroeck, Kwangchul Youn, Linda Watson, Stephen Gould, Ralf Lukas, Edith Haller y Hans-Peter König, grabado en directo durante los Festivales de Bayreuth de 2008, Opus Arte.

- Erich Wolfgang Korngold, La ciudad muerta (Brigitta), dirigida por Eliahu Inbal, con Stefan Vinke, Solveig Kringelborn, Stephan Genz, Eleonore Marguerre, Julia Oesch, Gino Potente, Yijie Shi y Mathias Schulz, grabado en directo en el Teatro de la Fenice de Venecia, 2009, Dynamic (DVD)

- Richard Wagner, El holandés errante (Mary), dirigido por Christian Thielemann, con Samuel Youn, Ricarda Merbeth, Franz-Josef Selig, Tomislav Muzek y Benjamin Bruns, grabado en directo durante los Festivales de Bayreuth de 2013, Opus Arte (DVD).

- Richard Wagner, Tristán e Isolda (Brangäne), dirigida por Christian Thielemann, con Stephen Gould, Evelyn Herlitzius, Iain Patterson y Georg Zeppenfeld, grabado en directo durante los Festivales de Bayreuth de 2015, Deutsche Grammophon (DVD).